# Kaidy Kuna
Kaidy Kuna, född 2 juni 1971 i Jakarta, Java, är en indonesisk skådespelare.

## Filmografi
- 2006 – Relative Strangers
- 2004 – Eat Rice
- 2003 – Scrubs (episoden My Fifteen Seconds, tv-serie)
- 2003 – Rapid Guy Movement
- 2003 – Ten Bucks